# Noteckie

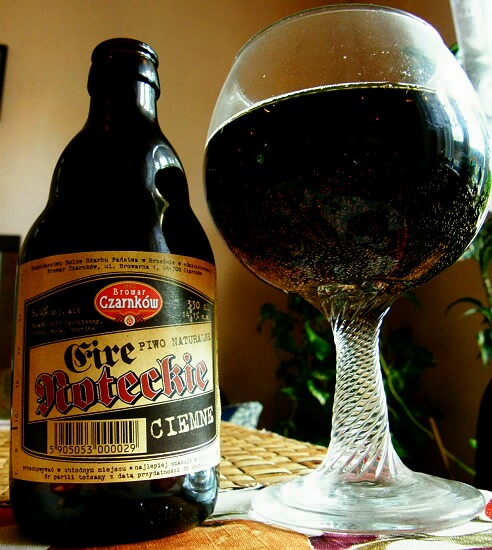
Bierflasche

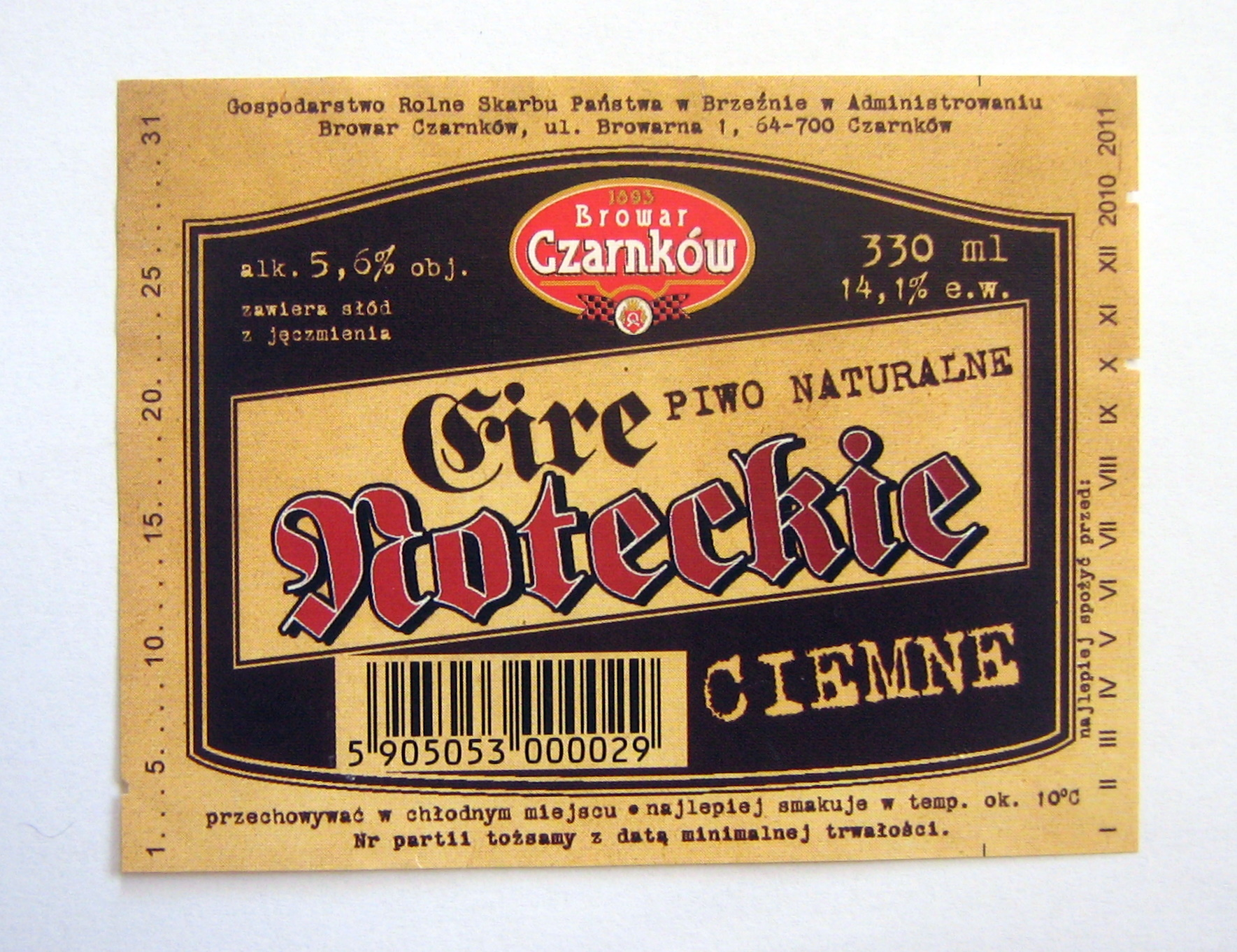
Etikett

Noteckie ist ein Bier aus Polen mit einem Alkoholgehalt von 5,6 % Vol. Es wird in der mittelständischen Brauerei Czarnków in Czarnków gebraut. Die Tradition des Bierbrauens in Czarnków stammt aus dem Mittelalter, die derzeitige Brauerei entstand Ende des 19. Jahrhunderts. Neben Perła gehören zur Gruppe Perła – Browary Lubelskie weitere Biermarken wie Izerskie und Proletaryat. Im Logo ist die Wortmarke in gotischem Schriftzug. Die Wortmarke nimmt Bezug auf den Fluss Noteć, der durch Czarnków fließt.